# Festival Terramur
El Festival Terramur es el primer festival de literatura fantástica de Murcia. Se celebra durante cuatro días en la ciudad desde el año 2023 y es un punto de encuentro anual de los escritores nacionales de ciencia ficción, fantasía y terror. 
El Terramur es de carácter gratuito, diáfano y plural. Toma su nombre de la obra Cuentos de Terramar de Ursula K Leguin, la autora de referencia de fantasía, y del nombre de la misma ciudad de Murcia. El festival da cobijo a los escritores y escritoras del panorama nacional y a las editoriales independientes de género fantástico. 
Está organizado por la asociación cultural murciana sin ánimo de lucro Droids & Druids, un grupo que se dedica a la difusión de la literatura, videojuegos y proyectos audiovisuales de ciencia ficción, fantasía y terror. Las organizadoras recibieron el Premio Ignotus a Mejor Producción Audiovisual por el podcast de la asociación en 2023 por parte de la Asociación Española de Ciencia Ficción y Fantasía (AEFCFT).

## Premios Droide y Druida
Con la intención de apoyar y difundir las obras de ciencia ficción, fantasía y terror escritas en lengua castellana por editoriales nacionales e independientes, la organización del festival otorga los premios Droide y Druida a las categorías de mejor novela y novela corta. Adicionalmente, las categorías de novela interna, relato y poesía corresponden a una convocatoria interna de recepción de manuscritos en la asociación y publicación en la revista Droids & Druids.
Existen tres tipos de premio: 
- los premios Droide otorgados por el jurado del festival
- los premios Druida, otorgados tras una votación del público.
- el premio Terramur a la divulgación fantástica, otorgado a una persona por su carrera para impulsar el género fantástico.

### Obras ganadoras[5]
| Año  | Ganador        | Categoría              |
| ---- | -------------- | ---------------------- |
| 2024 | Susana Vallejo | Divulgación Fantástica |

| Año  | Obra                                                               | Categoría                |
| ---- | ------------------------------------------------------------------ | ------------------------ |
| 2024 | “El lugar invisible” de Lola Llatas                                | Novela                   |
| 2024 | “Con Tirsos y a lo loco” de Cris Mestre                            | Novela corta             |
| 2024 | “María en la luna -2780” de Barbara Oliver                         | Relato                   |
| 2024 | “No dejamos el mar” de Esther González                             | Poesía                   |
| 2024 | “Amanecer en Benidormiens” de Ana Saiz                             | II Premio Novela interna |
| 2023 | "El mundo necesita a Delirium" de Rosa Gil                         | Novela                   |
| 2023 | "Sed" de Cristina B Morales                                        | Novela corta             |
| 2023 | "Hijos Jilgueros" de Angel Belmonte                                | Relato                   |
| 2023 | "Antojo" de Irene B Trenas                                         | Poesía                   |
| 2023 | "Puedes llamarme Espátula" de Celia Corral Vázquez.                | I Premio Novela interna  |
| 2022 | Pensamientos de un hada que existe - Alejandro Rodríguez Tárraga   | Relato                   |
| 2022 | Para pasar el espejo hay que invocar un recuerdo - Irene B. Trenas | Poesía                   |

| Año  | Obra                                                                  | Categoría    |
| ---- | --------------------------------------------------------------------- | ------------ |
| 2024 | “Cuatrodedos” de Borja Alonso                                         | Novela       |
| 2024 | “Manos de bruja” de Sheila Navalon                                    | Novela corta |
| 2024 | “Mi primera Ouija ™” de Ana Saiz                                      | Relato       |
| 2024 | “Naufragio” de Laura Coratge                                          | Poesía       |
| 2023 | "El dárico gris" de Eva Amuedo                                        | Novela       |
| 2023 | "Miasis" de María del Carmen Copete                                   | Novela corta |
| 2023 | "La prueba de los dos dados" de Jesús Durán y Libertad García-Villada | Relato       |
| 2023 | "El vuelo de la hojalata" de Arien Vega                               | Poesía       |
| 2022 | Los niños verán - Marla Hectic                                        | Relato       |
| 2022 | Despierta Apolo y devuelve la música al mundo - Luis Gallardo Gil     | Poesía       |